# Kickapoo
Kickapoo (Kikapoo, Kikapu).- /od Kiwigapawa, ' he stands about, ali ' he moves about, standing now here, now there '. / Pleme Algonquian Indijancev v jugozahodnem Wisconsinu, kamor so bili pod pritiskom potisnjeni iz severozahodnega Ohia in južnega Michigana na območju med jezeroma Erie in Michigan. Kickapoosi so že v začetku 1640-ih prišli na to območje zaradi napadov Indijancev Ottawa in Neutrals ter Attiwandaronk] nato pa še Irokezov. Od 1658. so bili izgnani v jugozahodni Wisconsin, okoli 1700 pa so se počasi začeli seliti na jug v severni Illinois, da bi se 1770 znašli pri Peoriji v osrednjem Illinoisu, širili pa so se vse do jugovzhoda do doline reke Wabasha na zahodni meji Indiane. 
Po vojnah z Američani so 1819. leta podpisali pogodbo, po kateri so svoje dežele vzhodno od reke Misisipi prepustili ZDA, sami pa so bili preseljeni v južni Missouri od 1819-1824, nato pa še v Kansas. Deli Kickapoosov so ostali v Illinoisu, drugi (skupina-banda iz Missourija) pa so 1832. dobili rezervat v severovzhodnem Kansasu. Nekatere skupine (bande) so se združile s Potawatomi in prodrle celo v Teksas in Chihuahuu v Mehiko, kjer so ostale do danes (Mexican Kickapoo). Nekateri mehiški Kickapoosi so se med 1873. in 1878. vendarle vrnili v ZDA in bili poslani v Oklahomo. V ZDA danes živijo po zveznih državah pod plemenskimi imeni Kickapoo of Kansas; Kickapoo of Oklahoma in Kickapoo Traditional Tribe of Texas. Od njihovih starih vasi so po imenu znane le tri, to so: Etnataek (s plemeni Sauk and Fox), Kickapougowi in Neconga.

## Ime
Njihovo ime Kiwigapawa he moves about, standing now here, now there, poudarja nomadsko naravo Kickapoo Indijancev, ki so prečkali Mississippi zaradi kraje konj in lova na bizone. Drugi nazivi, ki so jim jih dali drugi Indijanci, so: A'-uyax Tonkawa, pomeni "jedci jelenov." Higabu, ime pri Omaha in Ponca. I'-ka-du', Osage ime. Shake-kah-quah, Indijanci Wichita. Shígapo ali Shikapu, Apači ime, očitna varianta imena Kickapoo. Sik'-a-pu, oblika, ki se pojavlja pri Komančih. Tékapu, Huroni Indijanci. Yuntara'ye-ru'nu, drugi Huronski naziv, po lokaciji označuje "pleme, ki živi okoli jezer."

## Etnografija
Kickapoo so sorodni s Sauk in Foxi Indijanci. Njihove poletne vasi so bile stalne, zgrajene iz lesenih ogrodij, prekritih z lubjem. Po žetvi in skupnem jesenskem lovu na bizone so se preselili v zimske lovske tabore z bivališči iz rogoza. Kickapoosi so bili kmetijsko in lovsko ljudstvo. Koruza, buče in grah so bili njihovi glavni kmetijski proizvodi. Na lov na bizone zahodno od Mississippija so se odpravljali na konjih, ki so jih pridobili s krajo. – Podobno kot pleme Shawnee so poznali tudi klansko organizacijo s patrilinearnim dedovanjem. - Klani Eagle (Orel), Bear (Medved), Water (Voda), Buffalo (Bizon), Fox (Lisica) in Thunder (Grom), navaja Joseph B. Herring, pripadajo polovicama Oskasa, ali Black, in Kiiskooha, ali White. Te polovice so hkrati tudi tekmice v verskih obredih in v igri lacrosse. Mooney navaja klane Water, Tree, Berry, Thunder, Man, Bear, Elk, Turkey, Bald-eagle, Wolf in Fox.
Vsaka Kickapoo banda je bila avtonomna z lastnimi voditelji, vojnimi poglavarji in bojevniki. 
Njihova verska prepričanja poznajo Velikega Manitua (stvarnika), ki stoji na vrhu duhovne hierarhije, nižje položaje pa zasedajo manituji različnih stvari in pojavov v naravi. Poleg Manitua obstajajo tudi "štirje vetrovi" in zelo pomembna "pramati zemlja" ("grandmother earth"). Wisaka, Manitujev sin, je ustvaril zemljo in vse stvari, vključno s samimi Kickapoji. Wisaka jim je dal tudi svete zavitke. Šaman je ena najpomembnejših oseb v vsaki skupini in je sposoben komunicirati z duhovi, napovedovati prihodnost in zdraviti bolne.
Obstajala je tudi institucija Midéwiwin, ki jo poznajo Chippewe in druga sorodna plemena na območju Velikih jezer. Danes pa je pri njih najsvetejša slovesnost Kigänowini. Pes je bil pri Kickapooih še posebej čaščen in je služil tudi kot žrtev Manituju.

## Zgodovina

### Pred letom 1800
Kickapoo so ljudstvo, ki govori algonkinski jezik in se je verjetno preselilo ali razvilo kot ljudstvo na velikem ozemlju ob južni reki Wabash na območju današnjega Terre Hauteja v Indiani, kjer so bili locirani ob prvem stiku z Evropejci v 17. stoletju. Bili so konfederirani z večjo konfederacijo Wabash, ki je vključevala Piankeshaw in Wea na severu ter močno pleme Miami na vzhodu. Podskupina je v poznem 17. in zgodnjem 18. stoletju zasedala regijo zgornje reke Iowa v današnji severovzhodni Iowi in regijo reke Root v jugovzhodni Minnesoti. Ta skupina je bila verjetno znana po klanskem imenu "Mahouea", ki izhaja iz illinoiške besede za volka, m'hwea.
Najzgodnejši evropski stik s plemenom Kickapoo se je zgodil med ekspedicijami La Salleja v Illinois Country v poznem 17. stoletju. Francoski kolonisti so po celotni regiji, vključno z reko Wabash, postavili oddaljene trgovske postaje za krzno. Običajno so postavili postaje v ali blizu vasi domorodnih Američanov. Terre Haute je bil ustanovljen kot pridružena francoska vas. Kickapoo so se morali spopasti s spreminjajočo se zasedbo Evropejcev; Britanci so premagali Francoze v sedemletni vojni in po letu 1763 prevzeli nominalno vladavino nad nekdanjim francoskim ozemljem vzhodno od reke Mississippi. Povečali so lastno trgovanje s Kickapoo.

### 1800 do danes
Združene države so pridobile ozemlje vzhodno od reke Mississippi in severno od reke Ohio, potem ko so si pridobile neodvisnost od Velike Britanije (zdaj Združeno kraljestvo). Ko so se beli naseljenci začeli seliti v regijo iz vzhodnih območij Združenih držav, so bili Kickapoo pod pritiskom. Z Združenimi državami so se pogajali o svojem ozemlju v več pogodbah, vključno s pogodbo iz Vincennesa, pogodbo iz Grouselanda in pogodbo iz Fort Wayna (1809). Večino svojih zemljišč so prodali Združenim državam in se preselili na sever, da bi se naselili med ljudstvom Wea.
Naraščajoče napetosti med regionalnimi plemeni in Združenimi državami so leta 1811 privedle do Tecumsehove vojne. Kickapoo so bili med najbližjimi zavezniki šavanskega vodje Tecumseha. Mnogi bojevniki Kickapoo so sodelovali v bitki pri Tippecanoe in kasnejši vojni leta 1812 v Indiani na strani Britancev v upanju, da bodo izgnali bele ameriške naseljence iz regije.
Pogodba iz Edwardsvilla iz leta 1819 je določala, da Kickapoo prepustijo celotno svoje posestvo v Illinoisu, ki je obsegalo skoraj polovico površine države, v zameno za manjše območje ob reki Osage v Missouriju in blago v vrednosti 2.000 dolarjev. Kickapoo se niso želeli preseliti, deloma zato, ker je bilo njihovo dodeljeno območje v Missouriju sestavljeno iz razgibanih hribov in že zasedeno s strani plemena Osage, ki so bili njihovi dedni sovražniki. Namesto tega se je polovica prebivalstva preselila na jug in prečkala na špansko stran Rdeče reke v današnjem Teksasu. Vlada ZDA se je hitro mobilizirala, da bi preprečila to izseljevanje in jih prisilila k vrnitvi v Missouri. Ta ostanek Kickapoojev je ostal v Illinoisu pod vodstvom Kennekuka, uglednega, nenasilnega duhovnega vodje med Kickapooji. Svoje privržence je vodil med indijansko preselitvijo v 1830-ih na njihova sedanja plemenska ozemlja v Kansasu. Tam je umrl za črnimi kozami leta 1852.
Konec vojne je privedel do spremembe zvezne indijanske politike na ozemlju Indiane in kasneje v zvezni državi Indiana. Beli ameriški voditelji so začeli zagovarjati preselitev plemen na ozemlja zahodno od reke Mississippi, da bi odstranili njihove zahteve po domorodnih ozemljih, ki so jih želeli beli ameriški naseljenci. Kickapoo so bili med prvimi plemeni, ki so zapustili Indiano v okviru tega programa. Sprejeli so zemljo v Kansasu in letno subvencijo v zameno za zapustitev svoje zemlje v državi.

## Populacija
Populacija Kickapoojev je leta 1759 znašala približno 3000, kar je Mooneyevo mnenje. Njihovo število je kasneje znašalo 2000 (1817) in 2200 (1825). V Kansasu in na Indijanskem ozemlju (1875) jih je bilo 706, brez 100 v Mehiki. Leta 1885 jih je bilo v ZDA 500 in v Mehiki 200. V zgodnjem 20. stoletju (1905) jih je bilo v ZDA 432 (247 v Oklahomi in 185 v Kansasu), v Mehiki pa se je število povzpelo na 400 ali več.
Število Kickapoojev, ki je leta 1973 znašalo 891 (po podatkih BIA), se je leta 1989 povečalo na 2050, leta 2000 pa na 4200, od tega 1500 v Kansasu, 2000 v Oklahomi in 700 v Wisconsinu. V Kansasu na "Kickapoo Reservation" je plemensko središče Horton. V Oklahomi živijo organizirani kot "Kickapoo Tribe of Oklahoma", v Teksasu pa kot "Kickapoo Traditional Tribe", s plemenskim središčem v Eagle Passu.